# Gordon Liu
Gordon Liu (chinois simplifié : 刘家辉 ; chinois traditionnel : 劉家輝 ; pinyin : Liú Jiāhuī, autre transcription : Liu Chia-hui), de son pseudonyme cantonais Lau Ga-fai, né le 22 août 1951 dans le Guangdong, est un acteur, réalisateur, producteur chinois.

## Biographie
Liu est né Sin Kam-hei (冼錦熙) dans la province du Guangdong, en Chine, le 22 août 1951, avant son adoption dans une autre famille. Il est souvent cité à tort comme étant le fils adoptif de Lau Cham et le frère adoptif des réalisateurs et acteurs Lau Kar-leung (Liu Chia-liang) et Lau Kar-wing (Liu Chia-yung). Il n'a pas été adopté par la famille mais est le filleul de Lau Cham (voir interview de Gordon Liu dans kung fu magazine), "Pour clarifier les choses, je ne suis pas un frère adoptif ou un frère de sang" interview de Dr. Craig Reid pour KUNGFUMAGAZINE.COM".
Dans sa jeunesse (15 à 20 ans), il a manqué l'école pour s'entraîner aux arts martiaux chinois à l'insu de ses parents. Il s'est entraîné à l'école d'arts martiaux de Lau Cham dans la discipline Hung Gar, qui descendait du grand élève de Wong Fei-hung. L'épouse de Lau Cham l'aida dans sa formation et en raison de l'amitié et du respect que Liu ressentait pour Lau et sa femme, il prit le nom de Lau Ka-fai. En grandissant, il a trouvé un emploi de commis à l'expédition pour joindre les deux bouts. Ses intérêts avaient toujours été les arts martiaux et il s'est finalement vu offrir un rôle par Lau Kar-leung.

## Filmographie

### Cinéma
- 1974 : A Fiery Family
- 1974 : Les Cinq Maîtres de Shaolin (Five Shaollin Masters) de Chang Cheh
- 1974 : Shaolin Martial Arts de Chang Cheh
- 1975 : Marco Polo, le guerrier du Kublai Khan de Chang Cheh
- 1976 : Le Combat des maîtres (Challenge Of The Masters) de Liu Chia-liang
- 1976 : Les Exécuteurs de Shaolin (Executioners From Shaolin) de Liu Chia-liang
- 1977 : Tout pour le kung fu de Lau Kar-wing
- 1977 : Brother Dragon Tiger
- 1978 : Breakout From Oppression
- 1978 : La Mante religieuse (Shaolin Mantis) de Liu Chia-liang
- 1978 : The Monk
- 1978 : La 36e Chambre de Shaolin de Liu Chia-liang
- 1979 : Shaolin contre Ninja (Heroes of the East) de Liu Chia-liang
- 1979 : Spiritual Boxer 2
- 1979 : Le Prince et l'arnaqueur de Liu Chia-liang
- 1980 : Martial Club de Liu Chia-liang
- 1980 : Le Poing mortel du dragon de Lo Lieh
- 1980 : Retour à la 36e chambre de Liu Chia-liang
- 1981 : Lady Kung-Fu de Liu Chia-liang
- 1982 : Les 18 armes légendaires du kung-fu de Liu Chia-liang
- 1983 : Shaolin contre Wu Tong de Liu Chia-liang
- 1983 : Les Huit Diagrammes de Wu-Lang de Liu Chia-liang
- 1985 : Les Disciples de la 36e chambre de Liu Chia-liang
- 1988 : Tiger on the Beat de Liu Chia-liang
- 1989 : My Heart Is That Eternal Rose de Patrick Tam
- 1990 : The Fortune Code
- 1991 : The Banquet de Joe Cheung ,  Tsui Hark ,Clifton Ko et Alfred Cheung
- 1993 :  Les Griffes d'acier de Wong Jing et Yuen Woo-ping
- 1993 : Flirting Scholar de Lee Lik-chi
- 1994 : Treasure Hunt
- 1994 : Drunken Master 3 de Liu Chia-liang
- 2000 : The Island Tales de  Stanley Kwan
- 2002 : Drunken Monkey de Liu Chia-liang (chorégraphe / acteur)
- 2003 : Kill Bill : Volume 1 de Quentin Tarantino
- 2004 : Kill Bill : Volume 2 de Quentin Tarantino
- 2005: Dragon Squad de Daniel Lee
- 2006: Mr. 3 Minutes de  Gordon Chan
- 2008 : Chandni Chowk To China de Nikhil Advani
- 2010 : True Legend de Yuen Woo-ping
- 2012 : Dragon Gate, la légende des Sabres volants de Tsui Hark
- 2012 :  L'Homme aux poings de fer de  RZA
- 2013 : High Kickers de Xie Yi

### Télévision
- 2010 : Elite Brigade